# Monika Soćko
Monika Soćko (nascida em 24 de março de 1978) é uma jogadora de xadrez polonesa que detém os títulos FIDE de Grande Mestre (GM). Ela venceu o campeonato polonês de xadrez feminino 8 vezes.

## Carreira
Monica venceu o campeonato polonês feminino 8 vezes
Em 2007, Soćko venceu um torneio internacional feminino em Baku, no Azerbaijão, à frente da ex-campeã mundial feminina, Antoaneta Stefanova.  Em 2008, ela recebeu o título de Grande Mestre (GM) pela FIDE. No ano seguinte venceu o Arctic Chess Challenge em Tromsø , Noruega, com uma performance de 2618.
Em março de 2010, ela ganhou a medalha de bronze no Campeonato Europeu Individual Feminino de Xadrez, derrotando Yelena Dembo e Marie Sebag no desempate.
Ela se classificou para o Campeonato Mundial Feminino da FIDE de 2012)e derrotou a francesa IM Almira Skripchenko e a campeã mundial feminina GM Hou Yifan nas duas primeiras rodadas antes de ser eliminada na terceira rodada pela ex-campeã mundial feminina, a GM búlgara Antoaneta Stefanova.
Em agosto de 2022, em Praga, Soćko ganhou o Campeonato Europeu Feminino de Xadrez
Como membro da equipe polonesa, ela ganhou a medalha de ouro no Campeonato Europeu Feminino de Xadrez por Equipes em 2005, prata em 2007 e 2011 e bronze em 2013. Na Olimpíada de Xadrez de 2002, ganhou um ouro individual no terceiro tabuleiro e um bronze por equipes.